# 恋の話と
『恋の話と』（こいのはなしと）は、2013年2月28日にI.D.から発売された18禁恋愛アドベンチャーゲームである。2014年5月30日に『恋の話と 価格改定版』が発売された。

## 制作
『初恋予報。』『初恋前線。』に続くI.D.ブランドの第3作。タイトルの『恋の話と』は、あえてその後を表記せずに『と』で止めることで、恋愛に続くヒロインそれぞれのストーリーや可能性などをプレイヤーに感じてほしい、という願いが込められている。また前2作よりもヒロインに踏み込み、ヒロインの日常の何気ないワンシーンまで掘り下げて、恋愛を丁寧に描くことを狙っている。

## あらすじ
高道創は親の再婚を機に、朧気にしか憶えていなかった姉・早苗と再会して同居し始めたが、早苗はそれまでの空白を埋めるようにベタベタしてくるようになる。そんな早苗に触発され、それまで創を密かに慕っていたヒロイン達も積極的にアプローチしてきて、創の周囲はにぎやかになっていく。

## 登場人物
高道 創（たかみち はじめ）
本作品の主人公。青誠学園2年生男子生徒。
人当たりも良いためクラスでは人気が高いが、恋愛に関しては鈍感なところがあり、花から向けられる好意に気付いていない。他のクラスメイト女子からも好かれている。幼い頃から抱えている秘密があり、そのためどこか他人と距離を置くようになった。会話の途中でもボーとしている事があり、意識が途切れる事が時折ある。
あたるからの勧めで聞き始めたネット動画で「SKY（スカイ）」の歌がお気に入り。
藤都 早苗（とうと さなえ）
声：絢音遥
創の義理の姉で青誠学園3年生。創のことは「はじめちゃん」と呼ぶ。創から「さな姉（ねぇ）」と呼ばれている。
どうしようもないくらいのブラコン。創がいるからという理由で転校してきた。芸能関係の仕事をしているが、詳しい事は創にすら話していない。創に対するスキンシップが過激で創が入浴中でも裸で突入してくる。
スタイルも抜群で転校早々、学園で話題になり告白されるも好きな人がいるからと断っている。焼きもち妬きで創が他の女性と仲良くしていると機嫌が悪くなる。
桜川 花（さくらがわ はな）
声：涼森ちさと
青誠学園2年生で創のクラスの委員長を務める。創のことは「高道君」と呼ぶ。
創に好意を寄せており、本人は秘密にしようとしているが周囲にはバレバレ。テニス部に所属しており、放課後になるとテニスウェアを着た彼女を見かける事が多い。何かと頑張り屋で頼みごとをされると断らない。「花ちゃん」の愛称で親しまれ、創より人気があり学園では知らない人がいないほど有名。
早苗以上にグラマラス。最近は体重が増えた事を気にしてダイエットを始めるも創に注意されてからは止めている。創の一言で喜んだり、顔を赤く染めたりする事が多い。
世條 千歳（せじょう ちとせ）
声：shizuku
青誠学園2年生で創のクラスメイト。創のことは「創」と呼ぶ。占いが好きなミステリアスな少女。
デパートのモールにある占いの店でバイトをしている。占い方は様々だが、的中率は100%。喋り方が淡々としているため客とトラブルになる事もしばしば。勉学でも優秀で成績は常に上位。創は授業ノートを見せて貰うが、答えしか書いていないため全く参考にならなかった。読書家で図書館で様々な本を借りている。かりんとうが好物。昼食後のデザートはかりんとう1袋を平らげる。
運に恵まれており、くじ（商店街などでやるくじ引きや宝くじ等種類は様々）を引くと必ず1等賞が出てしまうため引かないようにしている。以前、宝くじを適当に買い、何度も1等を出したため会社社長から「もう買わないでください」とお願いされたほどと語っている。
灯辺 あゆな（ともしべ あゆな）
声：手塚りょうこ
活動休止中のシンガーソングライター。創と同年代だが、学校には通っていない。創のことは「創くん」と呼ぶ。
早苗の所属する会社の先輩。創の年齢の頃にはすでに働いていたため、学生に強い憧れを抱いている。気まぐれで自由奔放な性格で創も振り回される事も。本人は楽しそうにしており、現在はホテル住まい。
多少他人とずれた部分はあるが、しっかりとした芯がありそれを突き通そうとする。創が早苗の義弟と知り、興味を深めていく。
大岡 あたる（おおおか あたる）
青誠学園2年生男子生徒。創のクラスメイトで親友。
オタクで二次元しか興味はないのだが、女生徒からの人気が高く告白される事もしばしば。しかし、女性が苦手のため逃げている。
小鳥遊 みゆき（たかなし みゆき）
青誠学園3年生女子生徒で早苗の友人。体験版では「みゆき」という名は「深雪」と書かれている。
高見沢 ソラ（たかみさわ そら）
あゆなルートに登場。最近までアイドル活動をしていたが映画に出演してから女優活動を始める。現在は出演した映画のスピンオフのTVドラマで主演を務めている。そのドラマで共演している創にアプローチをかけているが気付いてもらえない。
美咲 葵（みさき あおい）
早苗のマネージャー。昔にいろいろやっていたらしく顔が広い。早苗、あゆなルートに登場。
多名賀（たなか）
あゆなルートに登場。あゆなの前マネージャー。あゆなが活動を休止し始めたのが彼に交替した頃からで責任を感じており、交替された今でも時間を見つけてはあゆなを探している。

## スタッフ
- 企画・原画 - 龍牙翔
- シナリオ - 靖子、来夢みんと、佐久間零式改、中原隊長、8（エイト）、歌鳥
- BGM - Roundbooster Architextur
- 制作 - I.D.

## 主題歌
主題歌「Dear My」
作詞：sunny (Roundbooster Architexture) / 作曲・編曲：xaki (Roundbooster Architexture)   / 歌：本木咲黒
挿入歌「BACKSPACE-ENTER」
歌：SKY Starring 本木咲黒
挿入歌「Circulation」
歌：灯辺あゆな Starring 手塚りょうこ